# Frankfurt-Flughafen

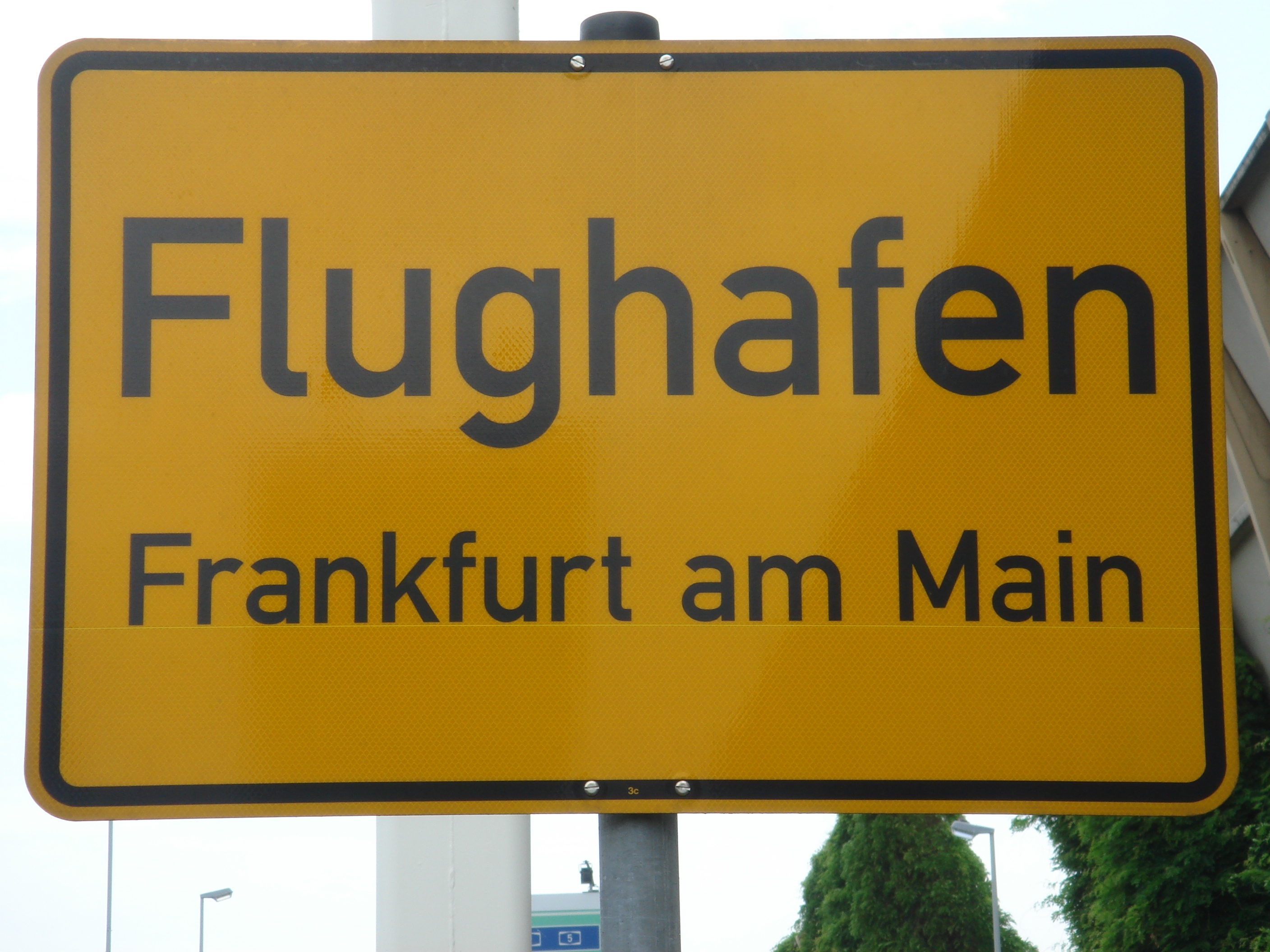
nombre del lugar.

Flughafen (en español: Aeropuerto) es un distrito de la ciudad de Fráncfort del Meno, estado federado de Hesse (Alemania). Con una población de 236 personas, que es el distrito con menor población. Tiene - además del gran aeropuerto - cerca de un hospital, dos estaciones de tren, hoteles y más de 60.000 puestos de trabajo. La población tiene el mayor poder adquisitivo per cápita en Fráncfort.
- Datos: Q560737
- Multimedia: Frankfurt-Flughafen / Q560737